# Ulverscroft
Ulverscroft – gmina (civil parish) w Anglii, w hrabstwie Leicestershire, w dystrykcie Charnwood. Leży 12 km na północny zachód od miasta Leicester i 154 km na północny zachód od Londynu. Nazwa pochodzi od opactwa ufundowanego w 1134 ("Ulverscroft Priory").